# Axel F
«Axel F» es el tema instrumental electrónico de la película Beverly Hills Cop de 1984 realizado por Harold Faltermeyer.

## Origen
El título viene del nombre del personaje principal, Axel Foley (interpretado por Eddie Murphy), en la película Beverly Hills Cop (en España Superdetective en Hollywood, y en Hispanoamérica Un policía suelto en Beverly Hills o Un detective suelto en Hollywood). Estuvo en lo alto en las listas musicales en 1985 y sigue siendo una popular remezcla. Las mezclas de "Axel F" coronaron las listas europeas de pop en 2003 y otra vez en 2005 con la canción de "Crazy Frog". Además de Beverly Hills Cop, como banda sonora, la canción también aparece como extra en el álbum 1988 de Faltermeyer Harold F. Según se informa, Faltermeyer estaba en contra de incluirla, pero MCA insistió, y acabó siendo su pista más recordada.